# The Sea Gull
The Sea Gull (bra A Gaivota) é um filme britano-americano de 1968, do gênero drama romântico, dirigido por Sidney Lumet para a Warner Bros.-Seven Arts, com roteiro de Moura Budberg baseado na peça teatral de Anton Tchekhov A Gaivota.

## Sinopse
Situado numa casa rural russa, o enredo centra-se nos conflitos românticos e artísticos entre um grupo eclético de personagens. Irina Arkadina veio visitar seu irmão Sorin, um funcionário público aposentado, com seu amante, o bem-sucedido escritor Trigorin. Seu filho, pensativo autor experimental Konstantin Treplev, adora a ingênua Nina, que por sua vez é hipnotizada por Trigorin. Suas interações levam lentamente à desintegração moral e espiritual de cada um deles e, finalmente, levam à tragédia. 

## Elenco
- Vanessa Redgrave . . . . . Nina
- Simone Signoret . . . . . Irina Arkadina
- David Warner . . . . . Konstantin Treplev
- James Mason . . . . . Boris Alexeyevich Trigorin
- Harry Andrews . . . . . Pjotr Nikolayevich Sorin
- Denholm Elliott . . . . . Dr. Yevgeny Dorn
- Eileen Herlie . . . . . Polina
- Alfred Lynch . . . . . Semyon Medvedenko
- Ronald Radd . . . . . Shamraev
- Kathleen Widdoes . . . . . Masha